# چنکی
چنکی (به لاتین: Trzonki) یک روستای لهستان در لهستان است که در Gmina Pisz واقع شده‌است.